# STS-119
STS-119 — космічний політ «Діскавері» за програмою «Спейс Шаттл». Продовження збірки Міжнародної космічної станції. 125-ий політ шатла, 36-ий політ «Діскавері», 28-й політ шатла до Міжнародної космічної станції.

## Статистичні дані
Експедиція STS-119 стала:
- 269-им пілотованим польотом у космос.
- 157-им пілотованим польотом США.
- 125-им польотом шатла, починаючи з STS-1.
- 100-им пілотованим польотом після загибелі шатлу «Челенджер» (STS-51-L).
- 12-им пілотованим польотом після загибелі шатлу «Колумбія» (STS-107).
- 36-им польотом орбітального модуля Діскавері.
- 28-им польотом шатла до МКС.

## Екіпаж
- Лі Аршамбо (англ. Lee Joseph Archambault) (2)[1] — командир екіпажу;
- Тоні Антонеллі (англ. Dominic Anthony Antonelli) (1) — пілот;
- Джон Філліпс (англ. John Phillips) (3) — фахівець польоту;
- Стів Свенсон (2) — фахівець польоту;
- Джозеф Акаба (1) — фахівець польоту;
- Річард Арнольд (1) — фахівець польоту.

### ЕкіпажМКС-18(старт)
- Коїті Ваката (3) — бортінженер

### ЕкіпажМКС-18(посадка)
- Сандра Магнус (2) — бортінженер

В екіпажі були три новачки космічних польотів: Тоні Антонеллі, Джозеф Акаба і Річард Арнольд.

## Мета

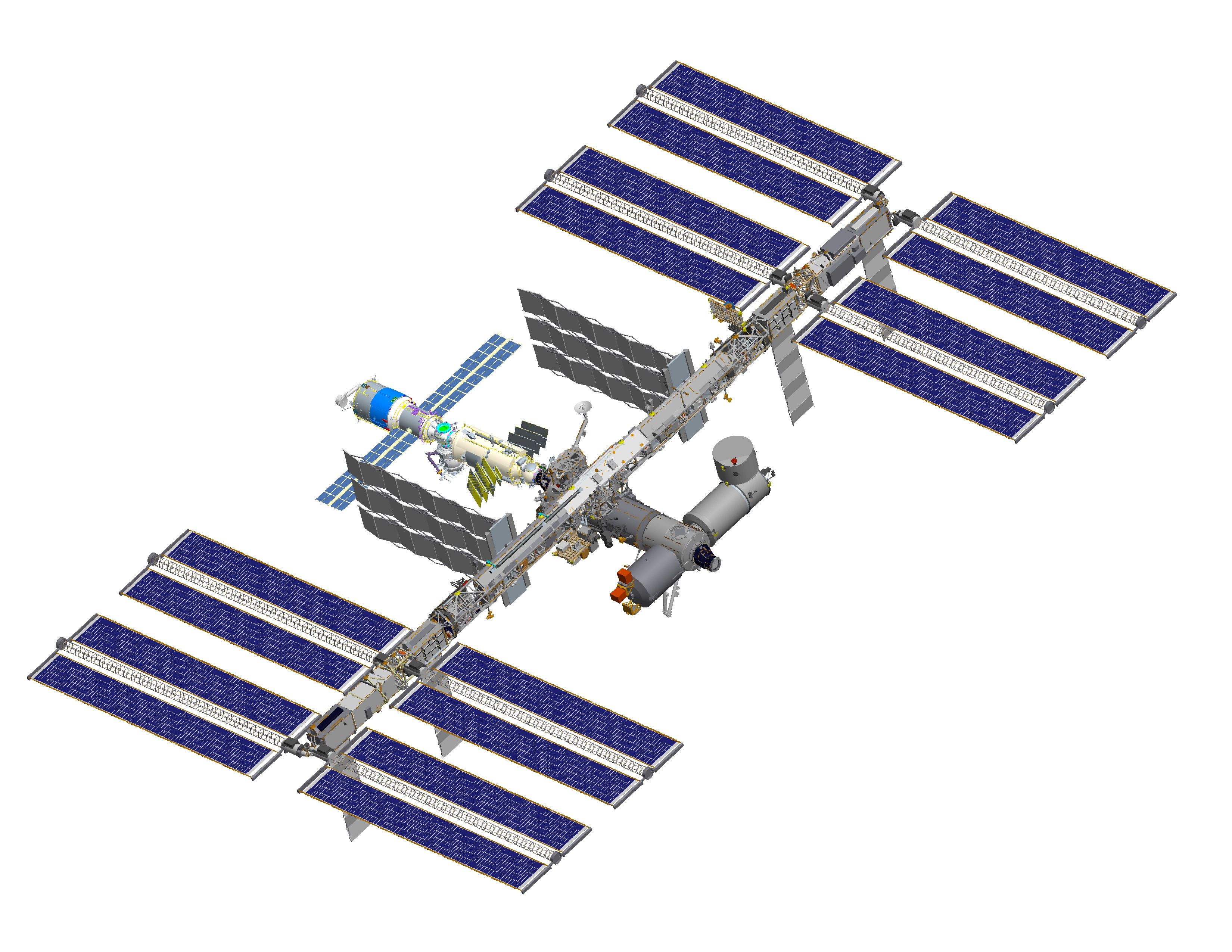
Вид МКС після місії STS- 119.

Доставка та монтаж останньої (четвертої) секції S6 панелей сонячних батарей. Після установки сегмента S6 і розгортання сонячних батарей, загальна потужність енергопостачання, що забезпечувало американське устаткування, досягло 264 кВт.
Заміна одного члена вісімнадцятого довготривалого екіпажу МКС: Коїті Ваката замінив Сандру Магнус. Замінена установки регенерації води.

## Підготовка до польоту
Старт планувався на 6 листопада 2008 року. Початок переносили на 4 грудня 2008 року, потім на 12 лютого 2009 року.
Екіпаж місії «Діскавері» STS-119 був оголошений 19 жовтня 2007 року. Командиром екіпажу призначили Лі Аршамбо, пілотом — Тоні Антонеллі, фахівцями польоту були призначені: Джозеф Акаба, Річард Арнольд, Джон Філліпс, Стівен Свенсон і бортінженер вісімнадцятої довготривалої експедиції МКС Коїті Ваката. Коїті Ваката мав залишитись на МКС, а замість нього на землю повернутись Сандра Магнус, яка перебувала на станції у складі вісімнадцятої довготривалої експедиції з листопада 2008 року. В екіпажі було три новачки космічних польотів: Антонеллі, Акаба і Арнольд.

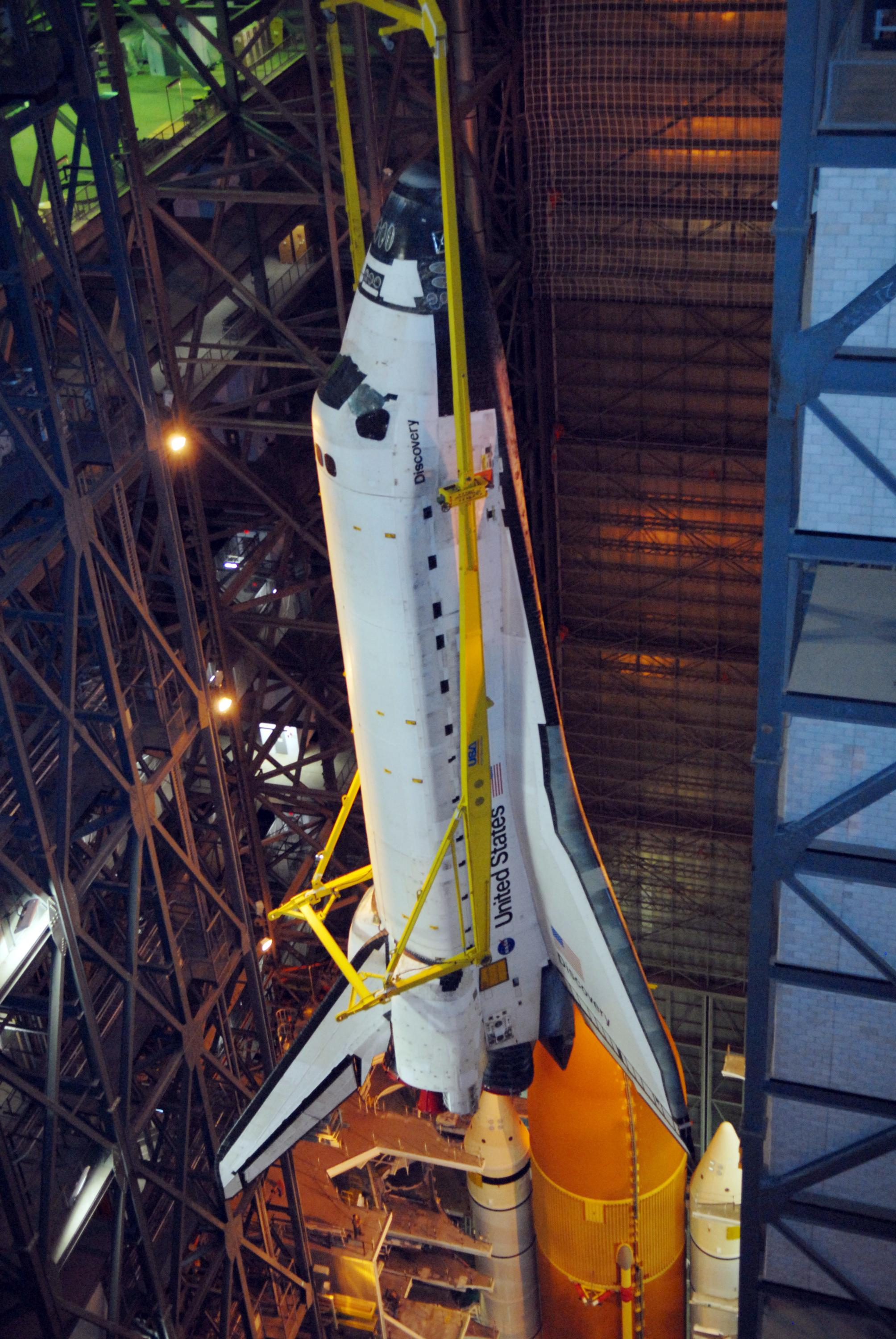
«Діскавері» в будівлі вертикальної збірки.

7 січня шатл «Діскавері» був перевезений з ангара в будівлю вертикальної збірки, для підготовки до запланованого на 12 лютого 2009 старту місії STS-119. Перевезення тривало з 14:25 за часом східного узбережжя США (19:25 за Гринвічем) до 15:25 (20:25 за Гринвічем).
14 січня шатл «Діскавері» в збірці із зовнішнім паливним баком і твердопаливними прискорювачами був перевезений з будівлі вертикальної збірки на стартовий майданчик 39А. Перевезення тривало з 5:17 за часом східного узбережжя США (10:17 за Гринвічем) по 10:08 (15:08).

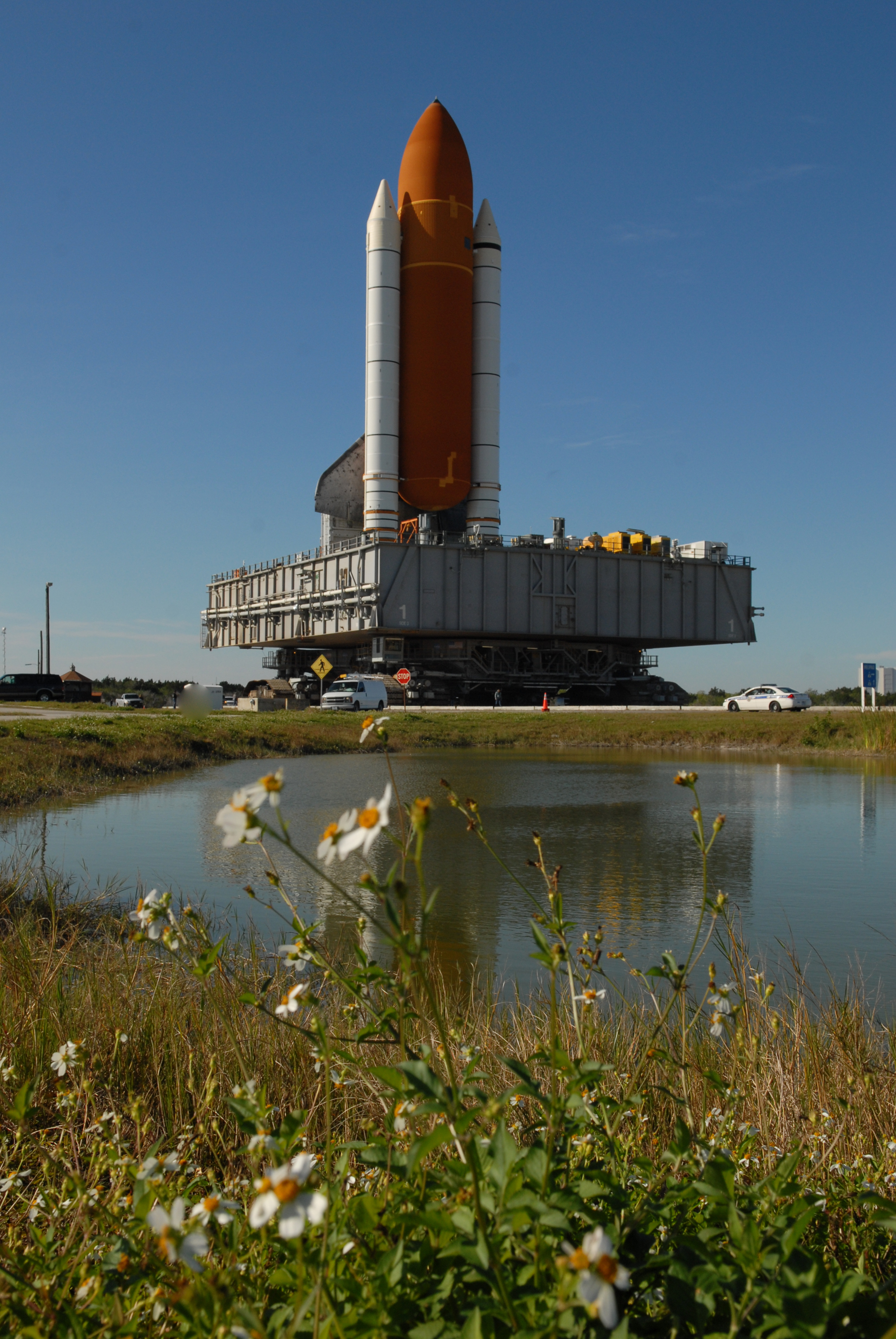
«Діскавері» рухається до стартового майданчика.

3 лютого через невирішену проблему з прохідними вентилями паливопроводів, які були виявлені під час останнього польоту шатла «Індевор» STS-126, було вирішено перенести дату старту «Діскавері» STS-119 з 12 на 19 лютого. Час старту 19 лютого — 4:41:47 за часом східного узбережжя США (9:41:47 за Гринвічем), стикування з МКС — 21 лютого 1:06 (6:06), відстикування — 2 березня 18:39 (23:39), приземлення — 4 березня 23:00 (5 березня 04:00 за Гринвічем). Керівник програми пілотованих польотів НАСА Білл Герстенмаєр заявив, що фахівці потребують додаткового часу для перевірки вентилів паливопроводів.
7 лютого старт «Діскавері» був перенесений на 22 лютого. Причина перенесення — брак часу для повноцінної перевірки вентилів паливопроводів.
13 лютого старт був перенесений на 27 лютого. Новий час старту — 1:32 за часом східного узбережжя США (6:32 за Гринвічем), приземлення — 12 березня 20:45 (13 березня 01:45 за Гринвічем).
20 лютого менеджери НАСА протягом 13 годин обговорювали ситуацію, що склалася перед польотом шатла «Діскавері» STS-119. Рішення про дату та час запуску шатла прийнято не було. Було вирішено, що менеджери зберуться 25 лютого, щоб визначити дату старту шатла.
Причини затримки старту «Діскавері» полягали у невпевненості деяких фахівців НАСА в надійній та безпечній для екіпажу роботі прохідних вентилів у паливопроводах, що з'єднують зовнішній паливний бак і двигуни шатла. Проблеми з прохідними вентилями були виявлені під час останнього польоту шатла — «Індевор» STS-126, який відбувся в листопаді 2008. Під час старту «Індевора» було виявлено, що двигуни шатла працюють з різною тягою. Причини порушень були виявлені після приземлення «Індевора». Різниця в тягах двигунів була зумовлена неоднаковою швидкістю подачі палива, що у свою чергу було викликано руйнуванням одного з прохідних вентилів у паливопроводі. Були перевірені всі вентилі всіх шатлів. У деяких вентилях були виявлені тріщини. Всі вентилі були замінені новими. Але були підозри, що під час старту шатла вентиль може зруйнуватися і осколки зруйнованого вентиля можуть прорвати паливопровід, що призведе до непоправних наслідків. Фахівці НАСА спільно з фахівцями фірми-виробника вентилів виконали серію випробувань, під час якої виявилося, що у вентилях з'являються тріщини, але до жодних катастрофічних наслідків це не призводить.

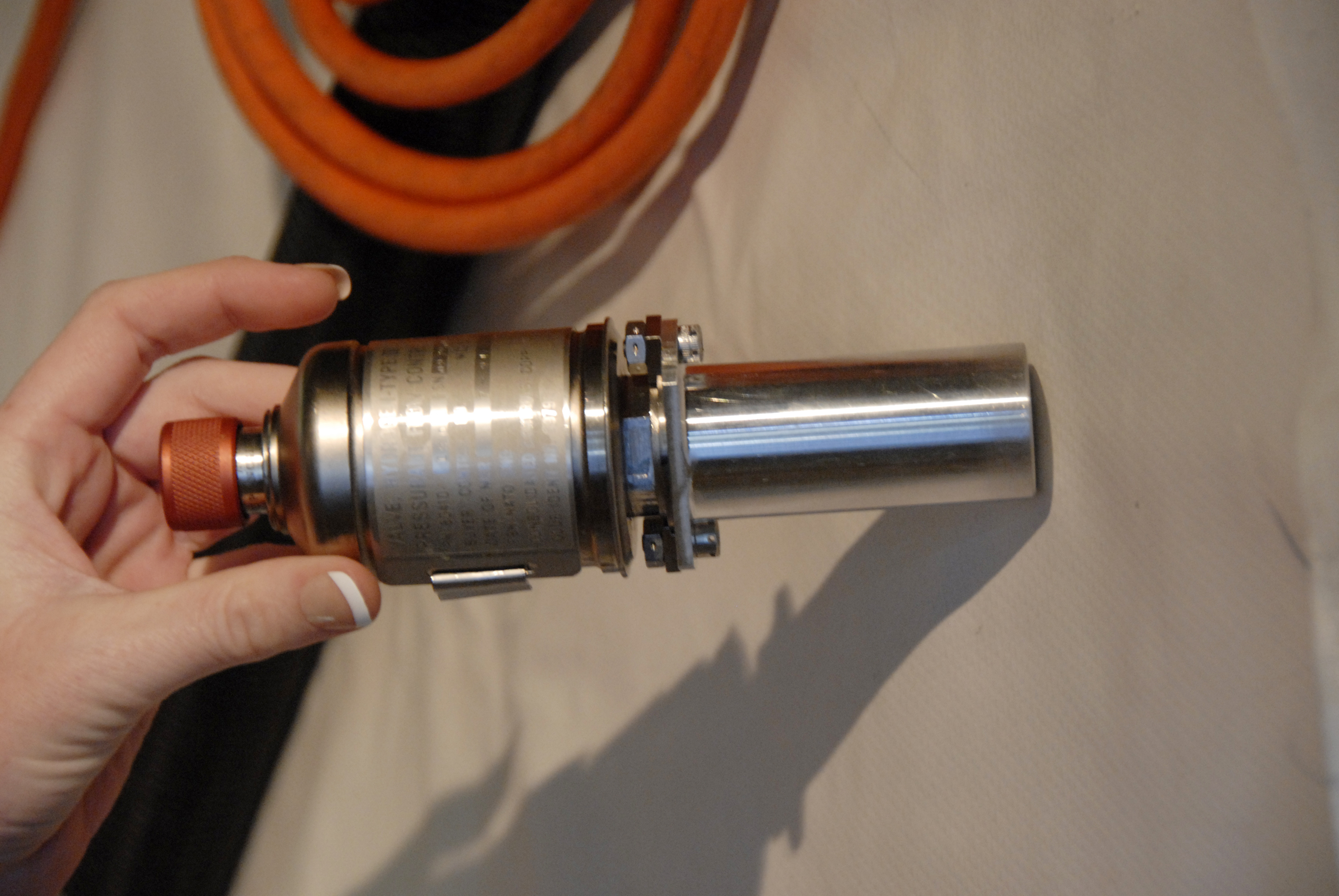
Прохідний вентиль паливопроводу.

Дату старту шатлу «Діскавері» могли пересунути максимально до 14 березня, оскільки на 25 березня було призначено дату старту російського корабля «Союз» ТМА-14, який мав доставити на станцію наступний довготривалих екіпаж. Якщо «Діскавері» не стартував би до 14 березня, то наступний запуск був би можливим після 6 квітня, щоб уникнути можливих колізій з «Союз ТМА-14».
25 лютого старт шатла було перенесено на 12 березня 20:54 літнього часу східного узбережжя США, що відповідає 13 березня 0:54 за Гринвічем. Перенесення старту було пов'язано з подальшими випробуваннями вентилів паливопроводів. За умови старту 13 березня шатл повертався на землю 26 березня, цього ж дня з космодрому Байконур в космос мав стартувати корабель «Союз» ТМА−14 з новим екіпажем МКС. Інакше старт переносився на після 7 квітня (дата посадки корабля «Союз» ТМА-13 з попереднім екіпажем МКС).
Перенесення старту «Діскавері» на 7 квітня спричинило би зсув стартів усіх запланованих на той рік польотів шатлів. Наприклад, запланований на 12 травня старт місії з ремонту телескопа Хаббл («Атлантіс» STS-125) зміщувався на 2 червня. Щоб зберегти графік подальших запусків шатлів, в НАСА розглядали варіанти запуску шатла «Дискавері» STS-119 аж до 17 березня. При цьому, щоб уникнути колізій з кораблем «Союз» ТМА-14, місія «Діскавері» у варіанті старту 17 березня політ шатла тривав би 10 діб з одним виходом у відкритий космос замість запланованих чотирьох.
4 березня. На 6 березня була призначена офіційна прес-конференція представників НАСА. На прес-конференції мали оголосити дату і час старту шатла «Діскавері». Старт був запланований на 11 березня 21:20 літнього часу східного узбережжя США (12 березня 01:20 за Гринвічем). Стикування з МКС — 13 березня 22:27 UTC, відстикування — 23 березня 14:23, повернення на землю — 25 березня 19:27. Виходи у відкритий космос мали відбутися 15, 17, 19 і 21 березня в період часу з 18:50 до 4:50.
6 березня було офіційно підтверджено дата старту шатлу «Діскавері» — 12 березня 1:20:10 за Гринвічем. Повернення шатла на землю планувалось 25 березня. Чотири виходи у відкритий космос мали відбутися 15, 17, 19 і 21 березня. Було підтверджено можливість польоту шатла за скороченою програмою аж до 17 березня. За умови старту 13 або 15 березня, було би виконано 4 виходи у відкритий космос. При зміщення старту до 17 березня, під час польоту мав би бути виконаний один вихід у відкритий космос.
8 березня екіпаж шатла «Діскавері» прибув з Х'юстон а на космодром на мисі Канаверал для підготовки до призначеного на 12 березня старту в космос.

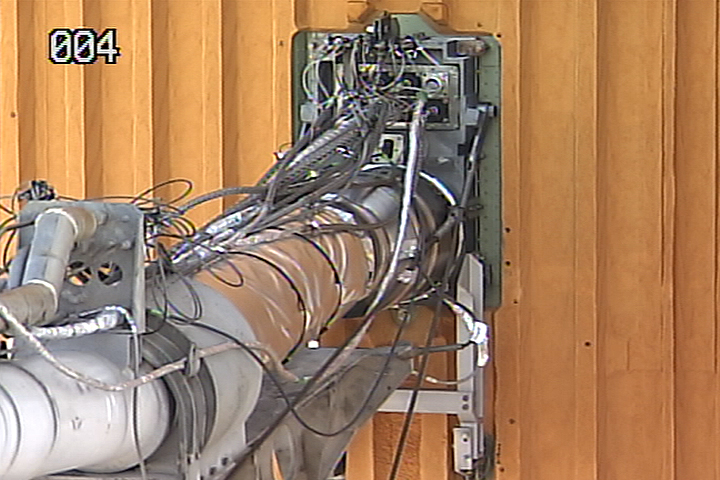
Підведення водню до корпусу паливного бака.

11 березня. Спроба старту «Діскавері» в ніч з 11 на 12 березня була скасована о 18:27, за шість годин до наміченого часу старту. Під час заправки зовнішнього паливного бака було виявлено витік водню в районі стику підвідного трубопроводу і корпусу паливного бака. Стартовий відлік був зупинений. Було оголошено, що старт затримується, принаймні, на добу. Згодом було оголошено, що старт «Діскавері» відбудеться не раніше 15 березня. За умови старту в неділю (15 березня), в ході польоту мало би бути три виходи у відкритий космос. За умови старту в понеділок (16 березня), відповідно до графіка польоту, стикування зі станцією відбулося би на четверту добу польоту, тривалість польоту скорочувалась на дві доби з одним виходом у відкритий космос. Всі ці обмеження були пов'язані з тим, що «Діскавері» мав повернутися на землю до 26 березня, коли з космодрому Байконур на кораблі «Союз» ТМА-14 на станцію вирушав змінний екіпаж. Якби в ході польоту «Діскавері» відбувся один вихід у відкритий космос, то заплановані, але скасовані, виходи були би виконані згодом членами екіпажу МКС.

## Опис польоту

### Старт і перша доба польоту
15.03.2009 23:43 — 16.03.2009 6:00

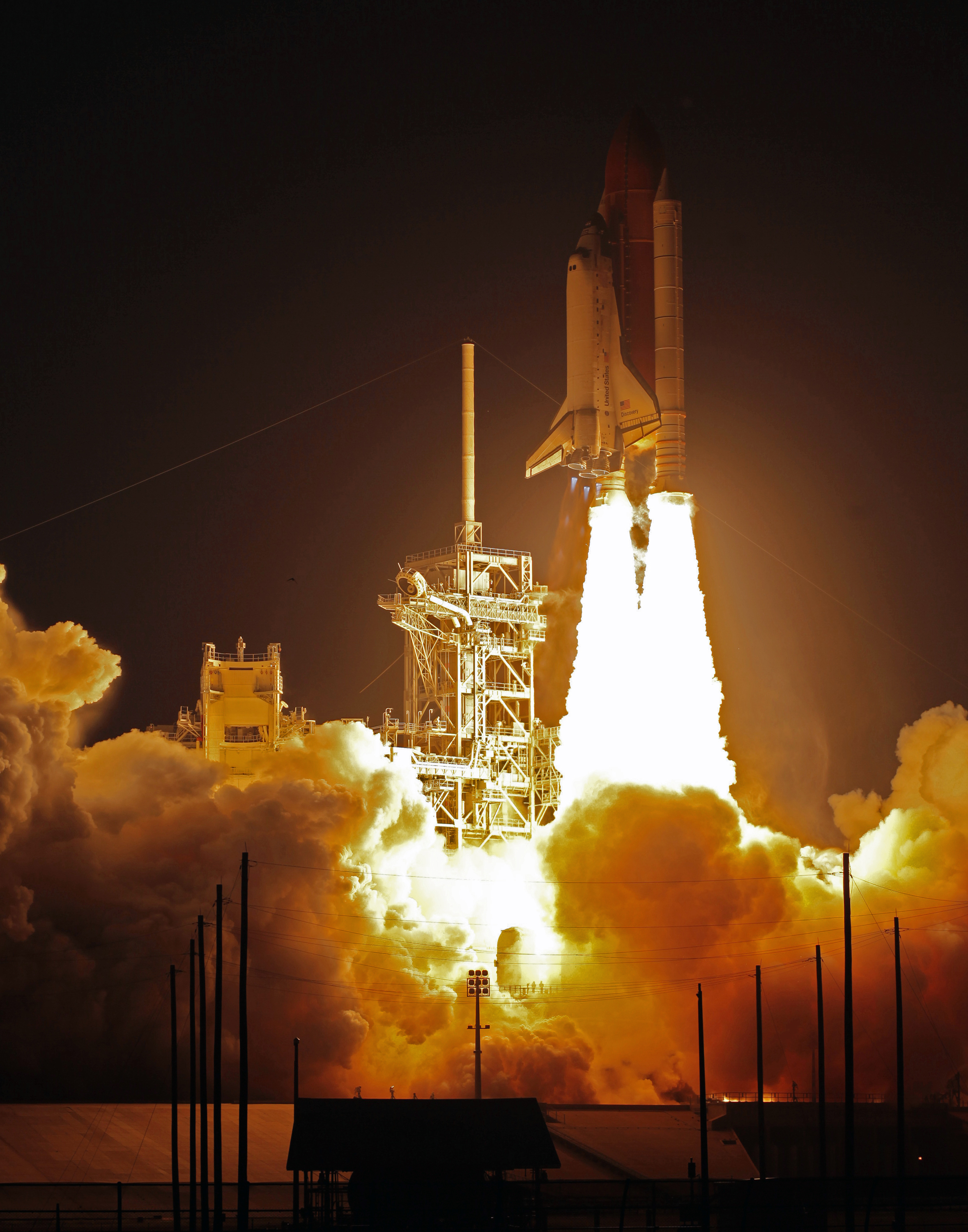
Запуск шатла 15.03.09.

15 березня  шатл «Діскавері» успішно стартував о 23:43 за Гринвічем (19:43 за часом космодрому на мисі Канаверал). Через 9 хвилин «Діскавері» вийшов на опорну орбіту. Під час старту «Діскавері» не відбулось небезпечних відривів шматків ізоляції від зовнішнього паливного бака, які могли б пошкодити теплоізоляційне покриття шатла. Під час старту «Діскавері» МКС перебувала над островом Тасманія.

### Друга доба польоту
16.03.2009 14:13 — 17.03.2009 5:43
Перша повна доба на орбіті. Космонавти з допомогою камери з високою роздільністю і лазерного сканера, встановлених на роботі-маніпуляторі шатла обстежили теплоізоляційне покриття носа і передніх крайок крил шатла. Космонавти готували скафандри для майбутньої роботи у відкритому космосі і готувалися до стикування зі станцією. Командир корабля Аршамбо і пілот Антонеллі двічі вмикали двигуни для корекції орбіти шатла.

### Третя доба польоту
17.03.2009 12:53 — 18.03.2009 4:43
Стикування з Міжнародною космічною станцією.

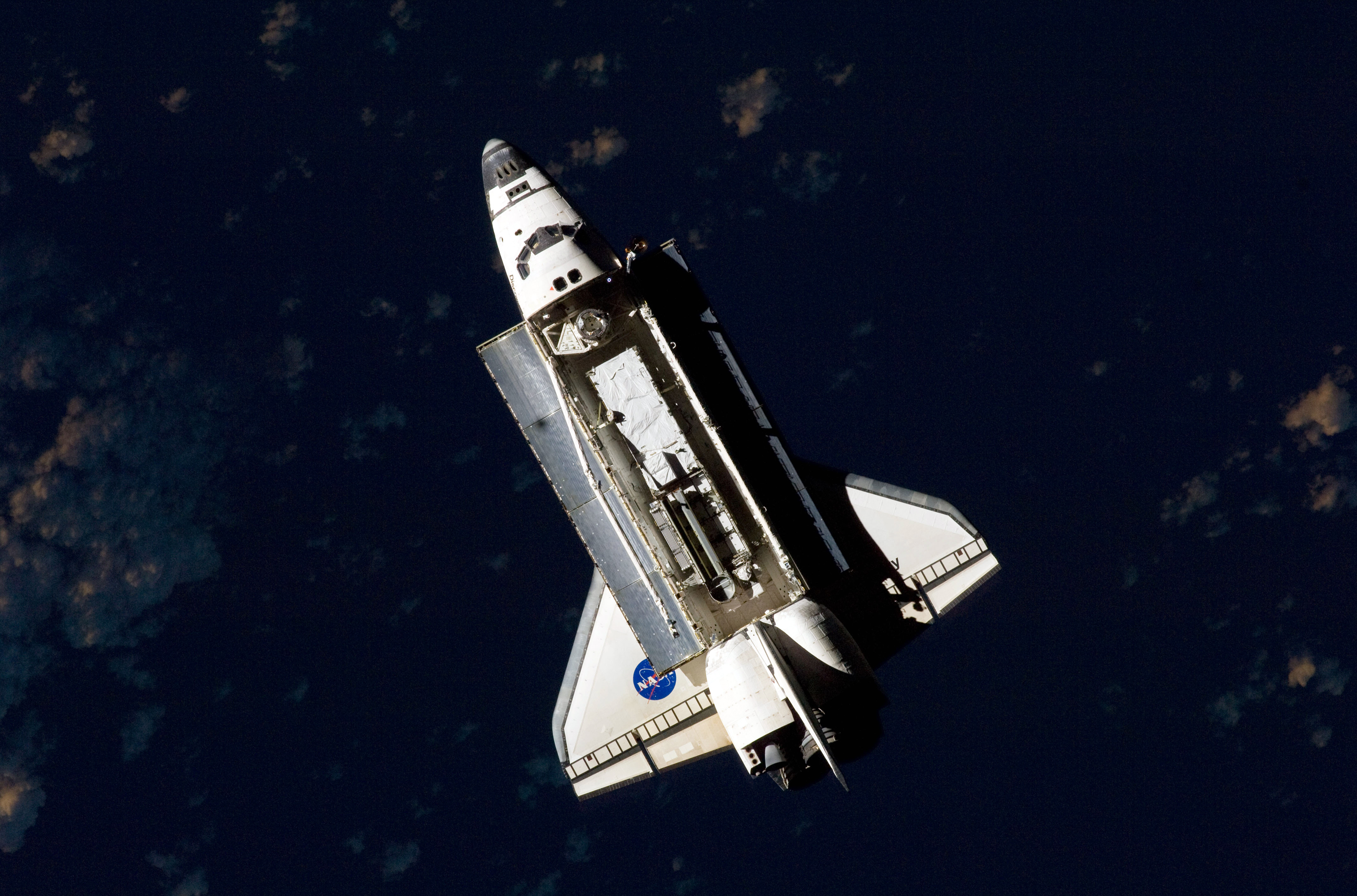
«Діскавері» виконує переворот перед МКС.

О 19:10 (за Гринвічем) відстань між шатлом і «Діскавері» становила 11 280 метрів.
О 20:19 на відстані приблизно 183 метри від станції шатл почав здійснювати переворот. Початок перевороту шатла було затримано приблизно на 9 хвилин через проблеми зі зв'язком з екіпажем МКС. Переворот був завершений о 20:27. Під час перевороту екіпаж МКС за допомогою камер з 400 і 800 міліметровими об'єктивами, вели зйомку теплозахисного покриття шатла.
Графік подальшого зближення шатла і станції:
- О 20:47 відстань між шатлом і станцією — 91 метр (300 футів)
- О 20:53 відстань між шатлом і станцією — 65 метрів (212 футів)
- О 21:05 відстань між шатлом і станцією — 27 метрів (90 футів)
- О 21:09 відстань між шатлом і станцією — 18 метрів (60 футів)
- О 21:18 відстань між шатлом і станцією — 3 метри (10 футів)

Стикування відбулося о 21:20, приблизно на 7 хвилин пізніше, ніж планувалося.
Люк між шатлом «Діскавері» і МКС був відкритий о 23:09. Космонавти шатла і МКС вітали один одного в модулі «Гармонія». О 01:00 (18.03.2009) індивідуальний ложемент японського космонавта Коїті Ваката був перенесений з шатла в корабель Союз ТМА-13. З цього моменту Ваката став членом вісімнадцятого екіпажу МКС, а Сандра Магнус стала членом екіпажу «Діскавері».

### Четверта доба польоту
18.03.2009 12:43 — 19.03.2009 4:13
Фахівці НАСА, які вивчали знімки теплозахисного покриття шатла, повідомили, що, імовірно, на елевоні лівого крила є незначне пошкодження.

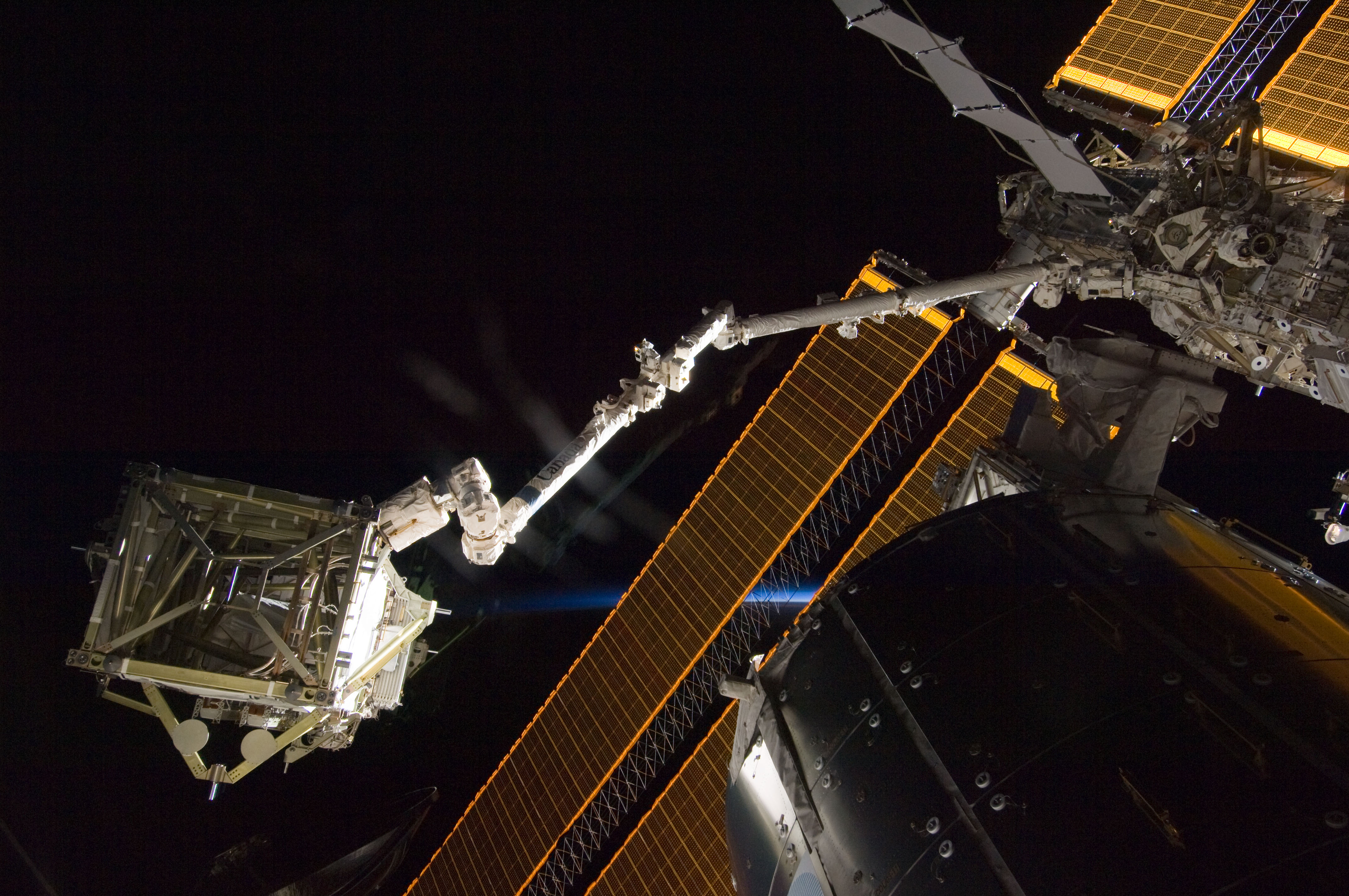
Сегмент S6 переноситься роботом-маніпулятором станції.

Сегмент фермової конструкції з комплектом сонячних батарей S6 масою близько 15,5 тонн і має розмір 5 × 4,5 × 13,8 метрів. Підйом сегмента S6 з вантажного відсіку шатла і установка його на правому дальньому кінці фермової конструкції станції складався з кількох кроків. Робот-маніпулятор шатла не міг підняти сегмент S6 з вантажного відсіку, оскільки знаходився на лівому борту шатла, під японським модулем «Кібо», і не мав достатнього простору для маневру. Тому сегмент S6 діставався з шатла роботом-маніпулятором станції (початок операції о 15:45). Потім сегмент S6 передавався роботові-маніпулятору шатла (приблизно о 17:55). О 19:55 робот-маніпулятор станції, встановлений на рухомій платформі, пересувався до дальнього правого кінця уздовж фермової конструкції станції. О 22:18 сегмент S6 передавався від робота-маніпулятора шатла роботу-маніпулятору станції. Потім сегмент переносився до місця його закріплення на сегменті S5. У такому положенні сегмент залишався до наступної доби. Роботом-маніпулятором станції управляли космонавти Філліпс, Ваката і Магнус.
Космонавти готували інструменти для виходу у відкритий космос наступної доби.
О 18:58 космонавти спілкувалися з журналістами.
Після більш ретельного вивчення знімків фахівці НАСА повідомили, що теплозахисне покриття шатла не має пошкоджень. Було вирішено не виконувати додаткових обстежень покриття носа і крил шатла.

### П'ята доба польоту
19.03.2009 12:13 — 20.03.2009 3:43
Перший вихід у відкритий космос, під час якого космонавти встановили останній сегмент фермової конструкції МКС.

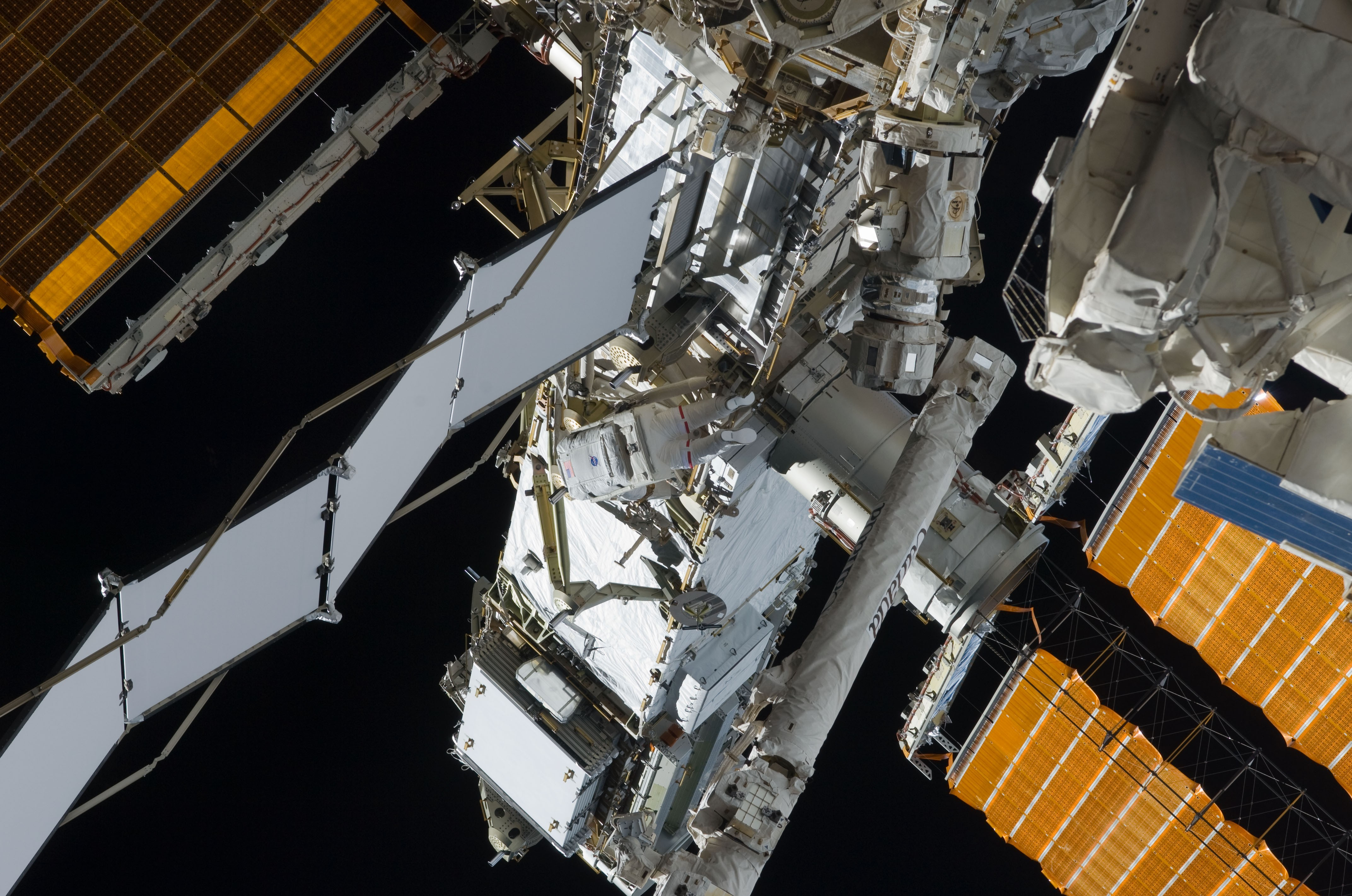
Стів Свенсон працює у відкритому космосі 19.03.2009.

Офіційний початок виходу у відкритий космос — 17:16, в цей час космонавти Свенсон і Арнольд переключили свої скафандри на живлення від автономних акумуляторів. О 17:40 космонавти перебралися на край фермової конструкції (до сегмента S5). Вони обстежили стан сегмента S5 і дали «добро» на під'єднання до нього сегмента S6. Свенсон і Арнольд спостерігали за наближенням сегмента S6 до сегменту S5 і давали вказівки космонавтам Філліпсу і Ваката, які управляли роботом-маніпулятором станції, на якому був закріплений сегмент S6.

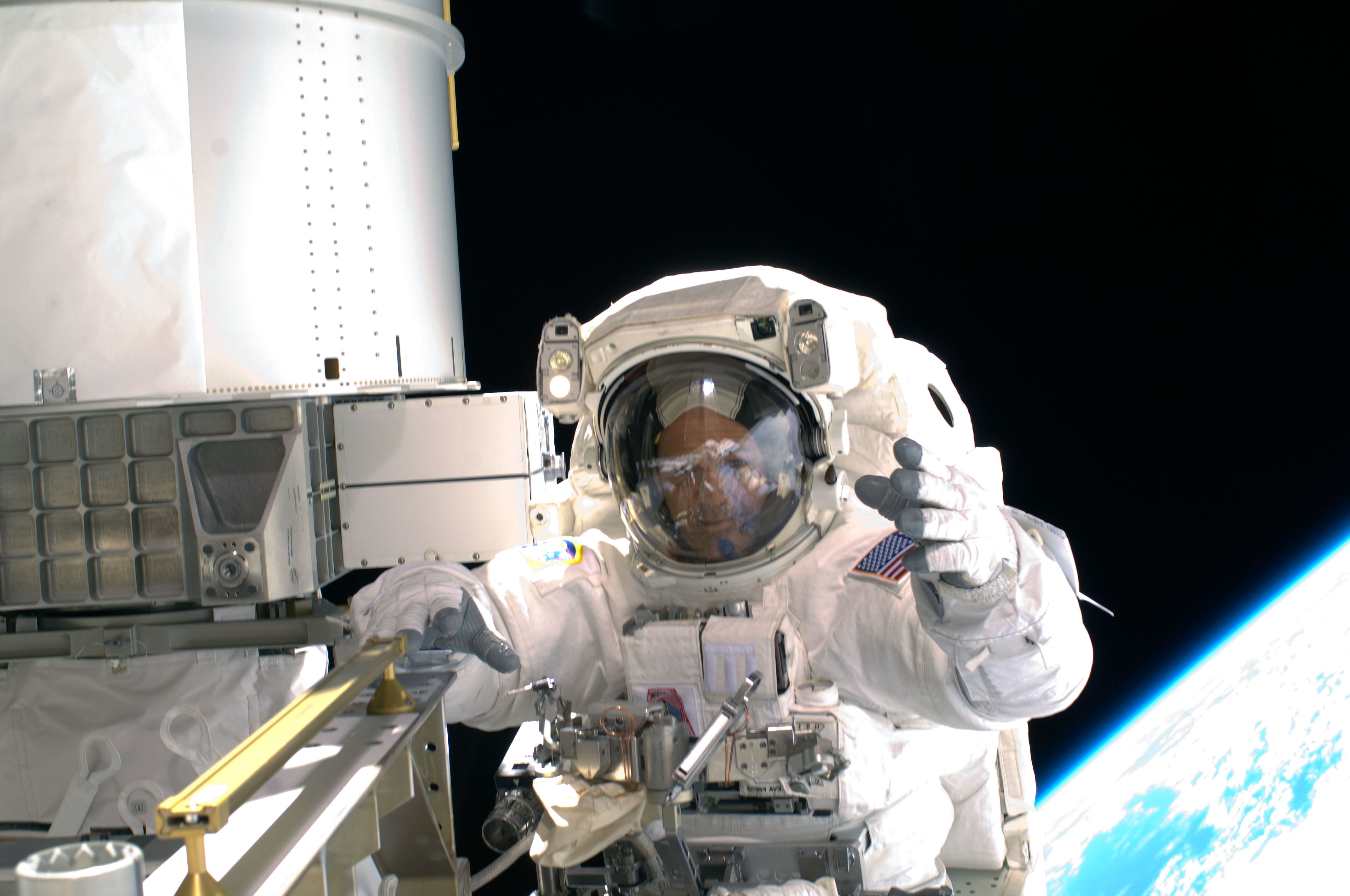
Річард Арнольд у відкритому космосі 19.03.2009.

О 18:17 сегмент S6 був щільно підведений до сегменту S5. До 19:14 космонавти Свенсон і Арнольд закрутили всі болти, що зв'язують сегменти S5 і S6. Робот-маніпулятор був відчеплений від сегмента S6 в 19:20. До 20 години Свенсон і Арнольд під'єднали всі силові та інформаційні кабелі. Потім космонавти зняли кріплення і захисні кожухи, які охороняли сонячні батареї і радіатор охолодження під час транспортування. О 22:35 Свенсон і Арнольд закінчили всі заплановані роботи у відкритому космосі. О 22:48 по команді з центру управління польотом почав розвертатися радіатор охолодження встановленого сегмента S6. О 23:04 радіатор повністю розгорнувся. Космонавти Свенсон і Арнольд почали рух до шлюзового модулю «Квест». О 23:15 вони зайшли в модуль «Квест». О 23:24 люк модуля «Квест» був закритий і почався наддув повітря. Тривалість виходу становила 6 годин 7 хвилин.
Після приєднання сегмента S6 загальна масаа станції досягля 300 тонн. Довжина фермової конструкції станції — 104 метри.
Розгортання сонячних батарей встановленого сегмента S6 було намічено на п'ятницю (20 березня).

### Шоста доба польоту
20.03.2009 11:43 — 21.03.2009 3:43
Розгорнуто сонячні батареї встановленого сегмента S6.
О 15:06 космонавт Джон Філліпс натисканням кнопки почав розгортання панелей сонячних батарей сегмента S6. О 16:41 крило 1В було розгорнуто на 49 %, після чого розгортання було зупинено на півгодини, щоб полотно сонячних батарей прогрілося на сонці для уникнення можливих деформацій полотна сонячних батарей при подальшому розгортанні. О 15:52 перше крило сонячних батарей було повністю розгорнуто. О 16:35 почалося розгортання другого крила (3В) сонячних батарей сегмента S6. О 16:41 сонячні батареї були розгорнуті на 49 %, після чого розгортання було зупинено на півгодини. О 17:18 панелі сонячних батарей сегмента S6 були повністю розгорнуті. Перший комплект сонячних батарей був встановлений за вісім років до цього. Після включення нових сонячних батарей корисна потужність, що виробляється усіма сонячними батареями американського сегмента станції, досягла 120 кВт. Потужність, яка буде використовуватися для наукових досліджень і експериментів, подвоїлася з 15 до 30 кВт.
Приблизно о 21:30 космонавти почали ремонт системи регенерації води. Система регенерації призначена для отримання чистої води з конденсату і сечі. Безперебійне функціонування системи регенерації води важливо, оскільки у травні постійно присутній на МКС екіпаж мав збільшитись до шести космонавтів.
Космонавти Свенсон і Акаба підготовляли скафандри для виходу у відкритий космос наступної доби.

### Сьома доба польоту
21.03.2009 11:43 — 22.03.2009 3:13
Другий вихід у відкритий космос, Свенсон і Акаба.
Вихід почався о 16:51.

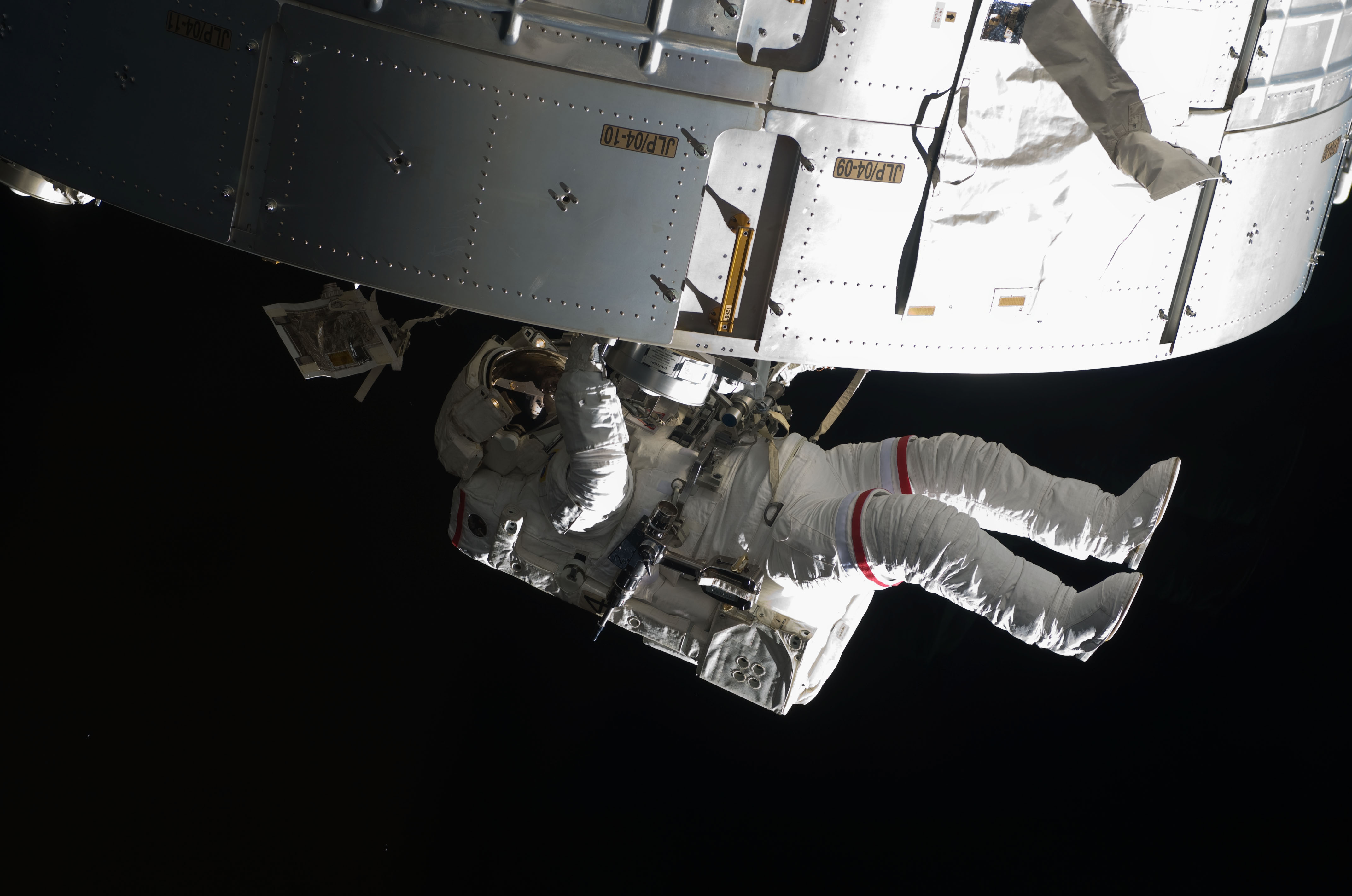
Стів Свенсон працює у відкритому космосі 21.03.2009.

Космонавти Свенсон і Акаба підготували акумуляторні батареї сегмента P6 до заміни. Вони також встановили додаткові поручні, уздовж яких будуть пересуватися космонавти під час заміни акумуляторів. Заміна акумуляторів була запланована під час наступного польоту шатла до МКС у червні — «Індевор» STS-127. Робота на сегменті Р6 була закінчена о 18:35.
Потім Свенсон встановив другу антену навігаційної системи (GPS) на японському модулі «Кібо». Ця антена призначена для орієнтації японського вантажного корабля HTV, який мав прибути на станцію у вересні. Японський вантажний корабель HTV не має системи стикування, як у вантажних кораблів ATV або «Прогрес». Корабель HTV наближається до станції, використовуючи навігаційну систему GPS, потім захоплюється роботом-маніпулятором і притягається до стикувального вузла.

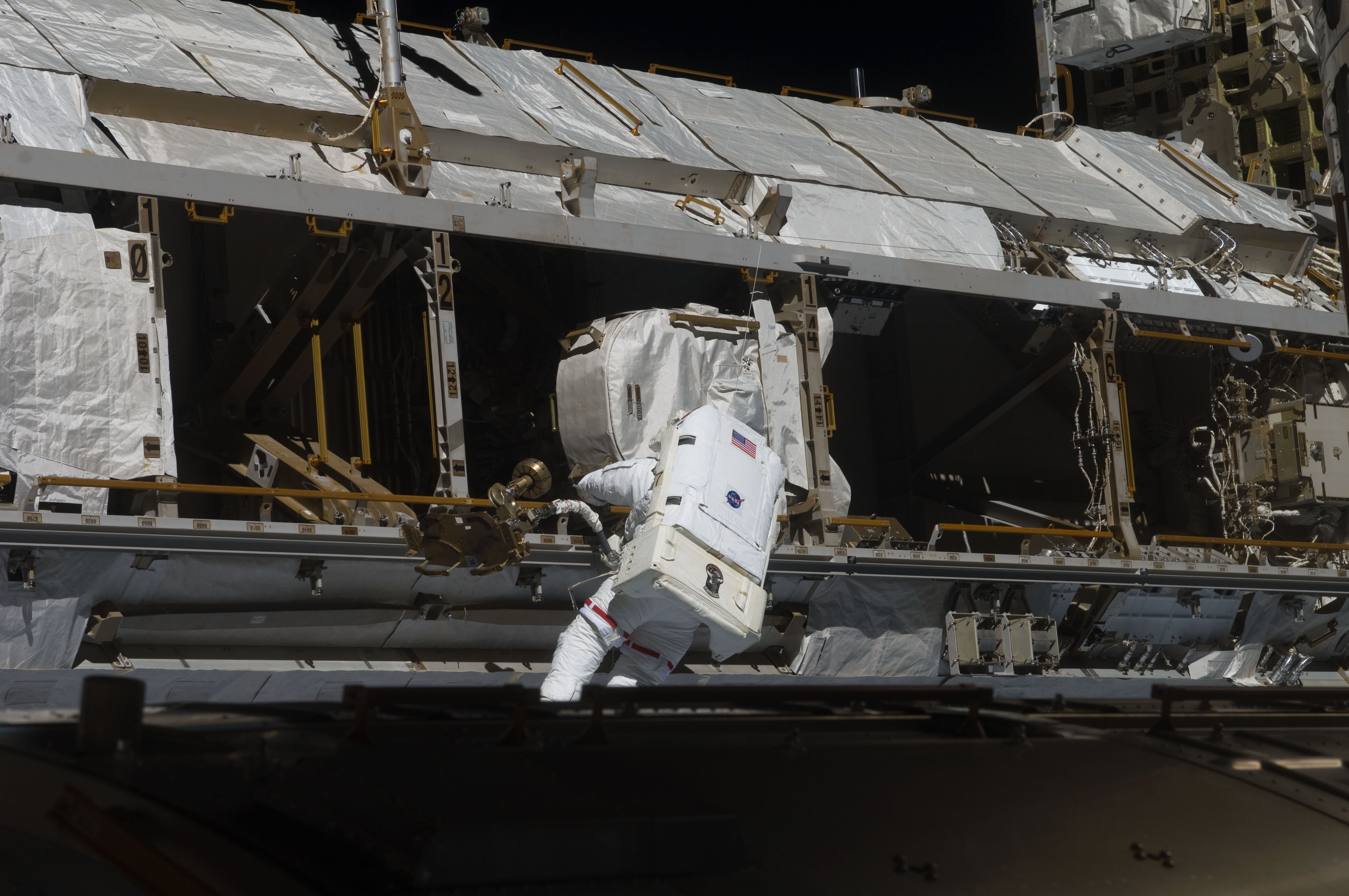
Джозеф Акаба працює у відкритому космосі 21.03.2009.

Космонавт Акаба детально фотографував радіатори охолодження сегментів P1 і S1. Зйомка здійснювалася за допомогою звичайної та інфрачервоній камер. Ця зйомка знадобилася для оцінки стану цих радіаторів, оскільки на одному з них відшарувалося ізоляційне покриття. Знімки, зроблених космонавтами, мали допомогти фахівцям на Землі розібратися, чому це відбувається, і як впливає на функціонування радіаторів.
Свенсон і Акаба мали також розгорнути зовнішні негерметичні платформи на сегментах P3 і S3. Космонавти витратили занадто багато часу в спробі розгорнути одну з них (на сегменті Р3), тому не залишилося достатньо часу і було вирішено відкласти цю роботу.
Свенсон також мав переконфігурувати деякі кабелі сегмента Z1 на панелі управління гіроскопами орієнтації станції. Однак це завдання йому не вдалося повністю виконати, оскільки він не зміг від'єднати деякі кабелі.
Вихід закінчився о 23:21. Тривалість виходу становила 6 годин 30 хвилин.
Космонавти, що знаходилися всередині станції, випробовували відремонтовану систему регенерації води.

### Восьма доба польоту
22.03.2009 11:13 — 23.03.2009 2:43
Космонавти отримали час для відпочинку.
Космонавти продовжили тестування системи регенерації води на станції.
Джозеф Акаба і Річард Арнолдьд готувалися до виходу у відкритий космос наступної доби.
Фахівці центру управління польотом у Х'юстоні виявили уламок китайської ракети розміром 10 сантиметрів, який у понеділок (23 березня) кілька разів мав пролітати небезпечно близько від станції. Щоб уникнути небезпечного зближення з уламком під час запланованого на понеділок виходу у відкритий космос, було вирішено зменшити висоту орбіти станції. У нормальному положенні станція рухається орбітою з пристикованим «позаду» станції шатлом. Щоб знизити орбіту комплексу, командир шатла Лі Аршамбо за допомогою двигунів шатла розгорнув весь комплекс на 180 ° так, що шатл опинився попереду по ходу руху станції. Такий стан шатла забезпечив максимальне гальмування комплексу тертям в атмосфері Землі. Хоча атмосфера на висоті польоту станції дуже розріджена, але тертя в розрідженому повітрі забезпечило гальмування комплексу, приблизно на 30 см / с. Розворот комплексу почався о 20:29. Через три години комплекс був знову розгорнутий у нормальне положення — шатл позаду станції.
З 22:14 космонавти шатла розмовляли з кореспондентами телевізійного каналу CBS News.

### Дев'ята доба польоту
23.03.2009 10:43 — 24.03.2009 2:13
Третій вихід у відкритий космос.
Вихід почався о 15:37. У відкритий космос виходили Джозеф Акаба і Річард Арнольд.

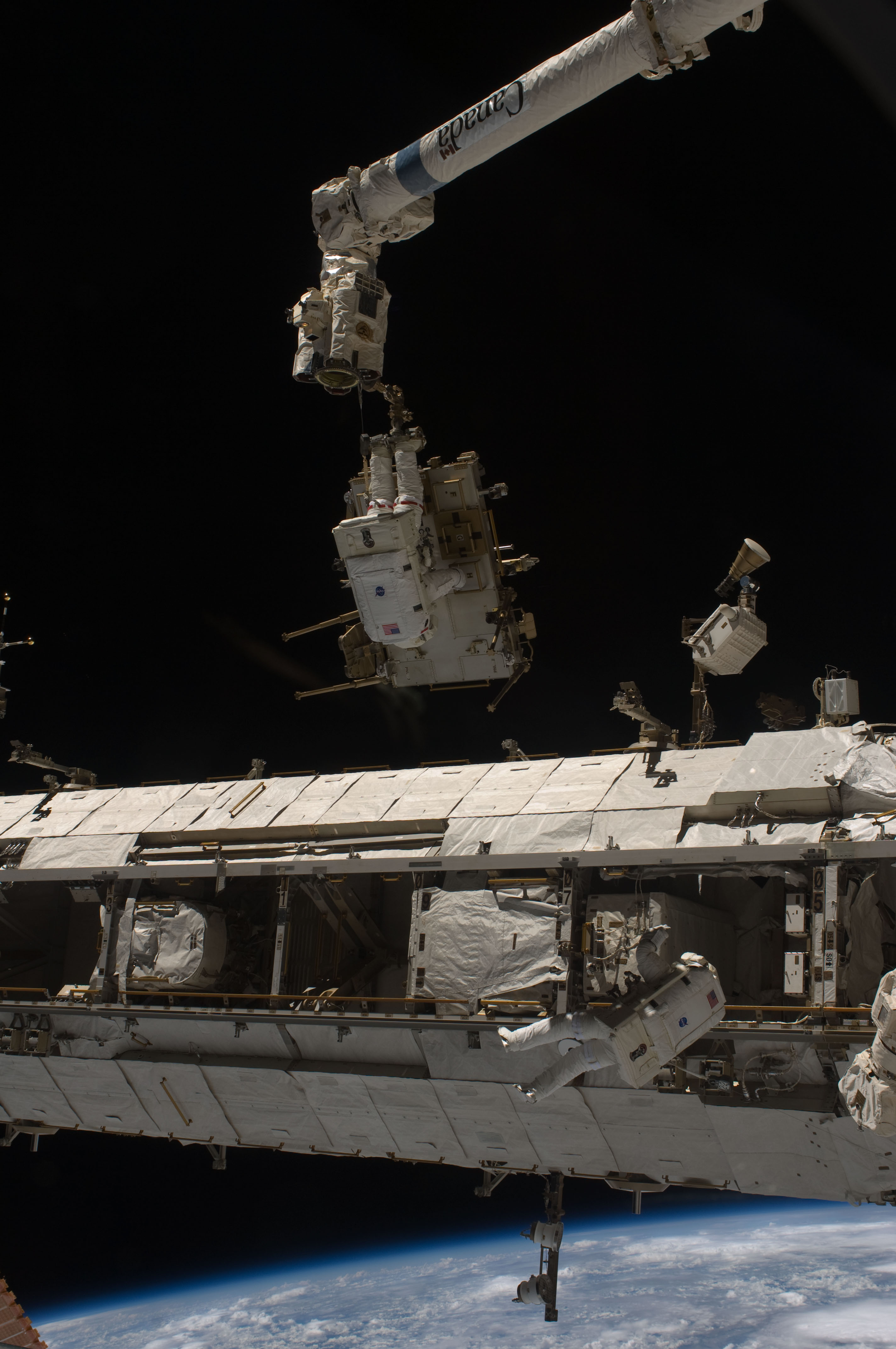
Джозеф Акаба згори, Річард Арнольд знизу під час третього виходу у відкритий космос 23.03.2009.

Космонавти переставили візок з інструментами з лівого боку транспортера, на якому встановлений робот-маніпулятор станції, на праву сторону, щоб звільнити місце для пересування робота-маніпулятора лівою частиною фермової конструкції станції, оскільки під час наступного польоту шатла, у червні, на лівій частині станції мала бути змонтована ще одна експериментальна платформа на японському модулі «Кібо». Щоб переставити візок з інструментами, Акаба був закріплений на роботі-маніпуляторі. Космонавт Філліпс, що знаходився на станції, керуючи маніпулятором, підніс Акаба до візка з інструментами, Арнольд, який знаходився біля візка, від'єднав його від фермової конструкції. Потім Акаба разом з візком, який він тримав у руках, було перенесено на протилежний бік фермової конструкції. Він приставив візок до нового місця і Арнольд закріпив візок.

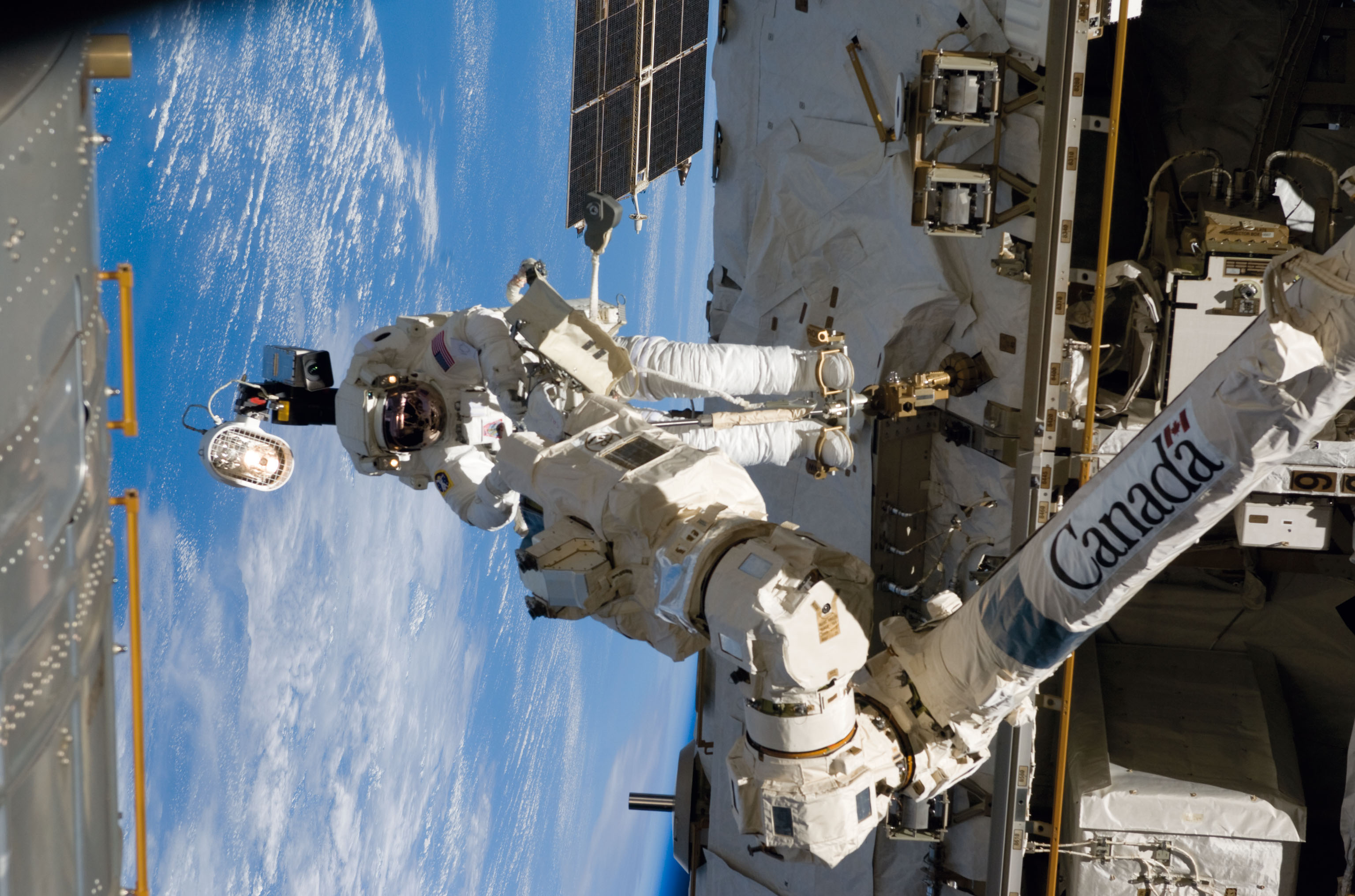
Річард Арнольд працює з механізмом захоплення маніпулятора 23.03.2009.

Космонавти Акаба і Арнольд спробували розкрити зовнішню негерметичну платформу на сегменті Р3. Космонавти не змогли звільнити один із затискачів, який, імовірно, заклинило. Цю роботу мали виконати під час наступних виходів у відкритий космос.
Потім космонавти займалися технічним обслуговуванням і змащування механізму захоплення робота-маніпулятора. Космонавти також переконфігурувати кріплення на системі охолодження станції.
Вихід у відкритий космос закінчився о 22:04. Тривалість виходу становила 6 годин 27 хвилин.

### Десята доба польоту
24.03.2009 10:13 — 25.03.2009 2:13

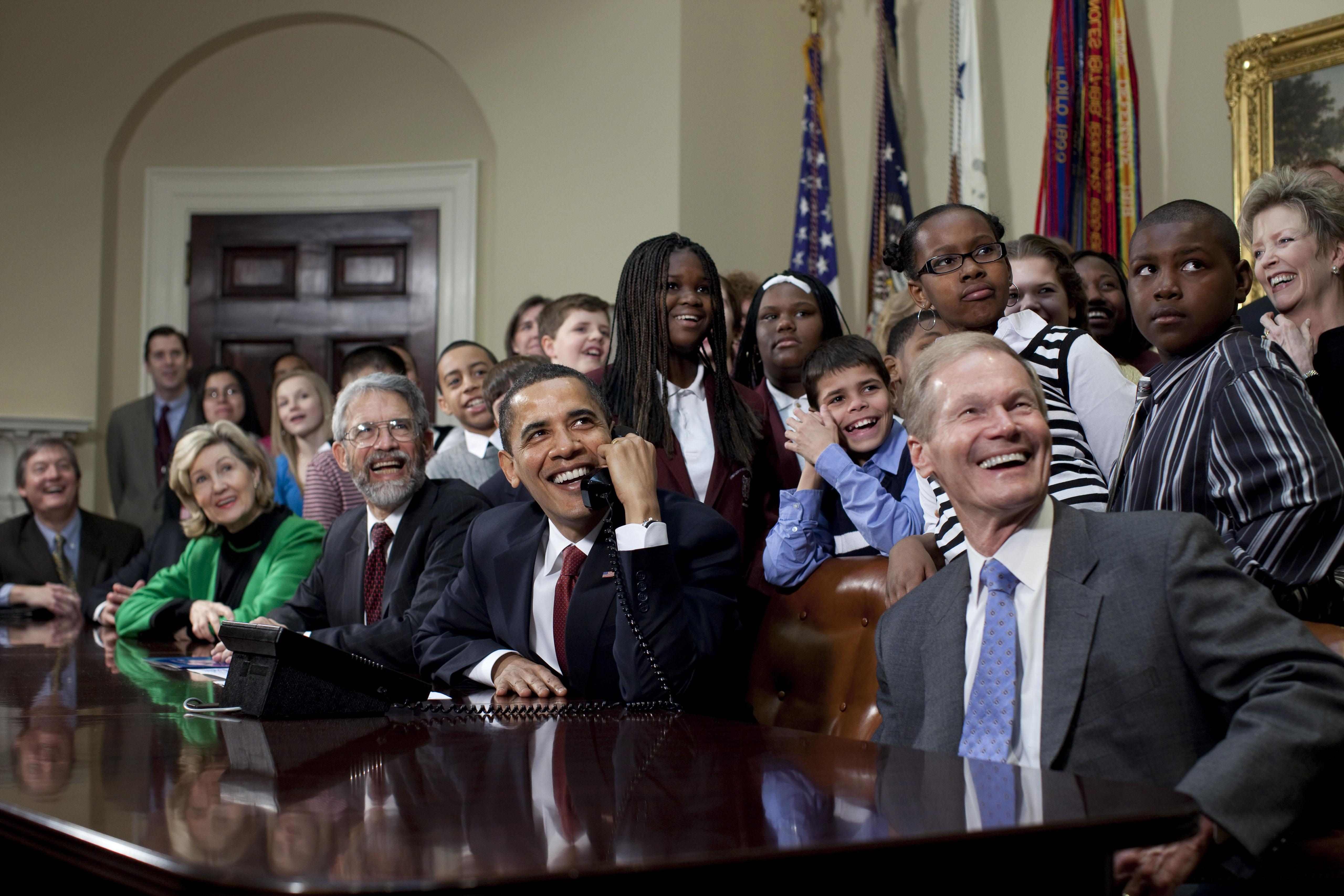
Барак Обама розмовляє по телефону з екіпажами «Діскавері» і МКС 24.03.2009.

Президент США Барак Обама розмовляв телефоном з екіпажами шатлу «Діскавері» і МКС.
Космонавти переносили скафандри, інструменти та результати здійснених на станції експериментів у шатл. Екіпаж перевіряв готовність систем шатла до майбутнього розстикування зі станцією, проводили прес-конференцію.
Космонавти мали час для відпочинку.

### Одинадцята доба польоту
25.03.2009 10:13 — 26.03.2009 2:13

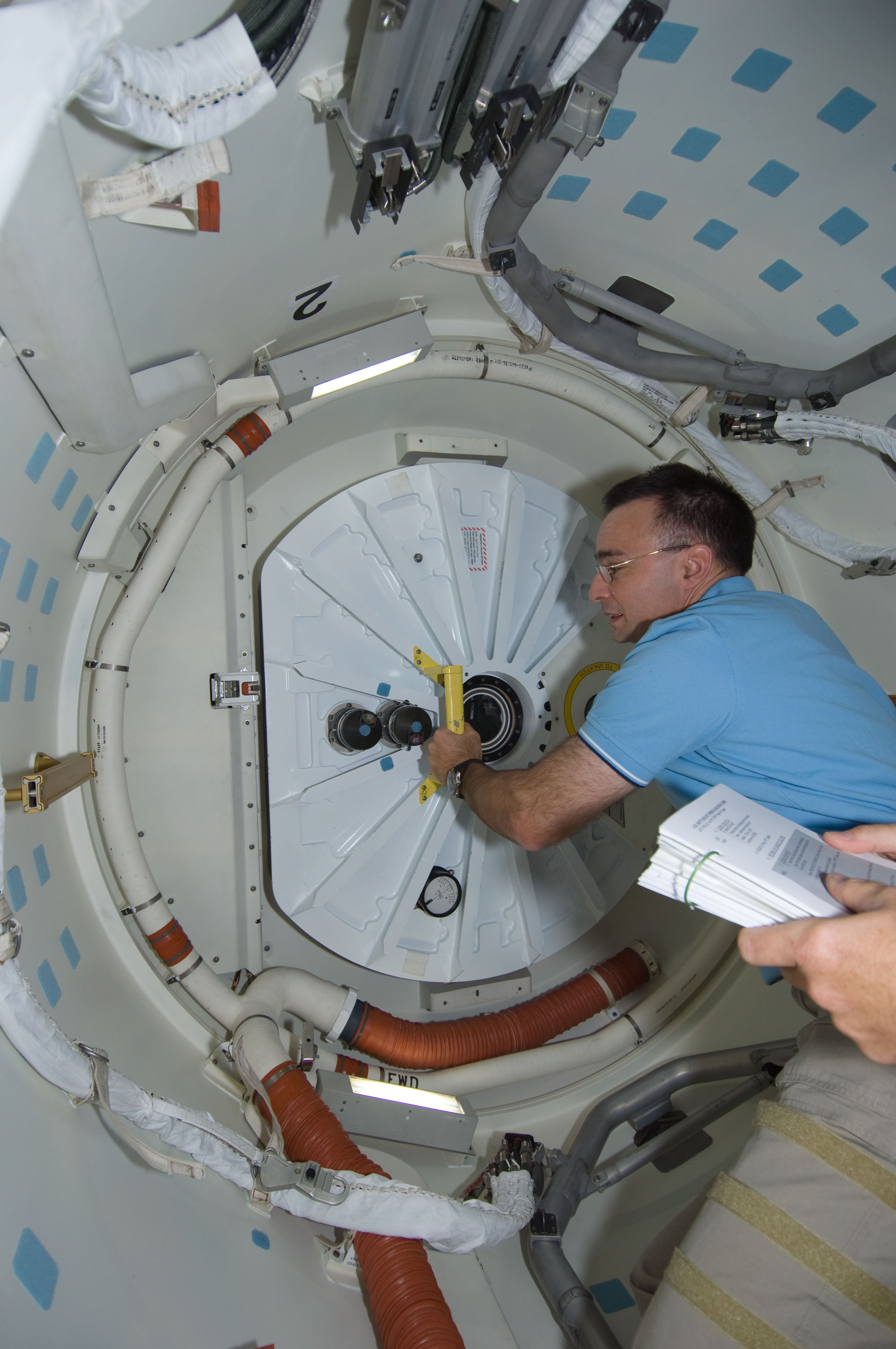
Командир «Діскавері» Лі Аршамбо закриває люк між шатлом і МКС 25.03.2009.

Космонавти закінчували перенесення результатів наукових експериментів у шатл і упаковували речі в шатлі. Космонавти перенесли в шатл зразки води, яка була отримана з відремонтованої системи регенерації. Ця воду мали проаналізувати на Землі, перш ніж екіпаж МКС отримає дозвіл на її використання.
Люк між станцією і шатлом був закритий о 17:59.
О 19:53 шатл відстикувався від станції. Тривалість спільного польоту шатла і станції становила 7 діб 22 години 33 хвилини.
О 20:22 шатл був на відстані 122 метри (400 футів) від станції і почав традиційний обліт навколо станції.
Двічі о 21:09 і 21:37 включалися двигуни шатла і він почав віддалятись від станції.

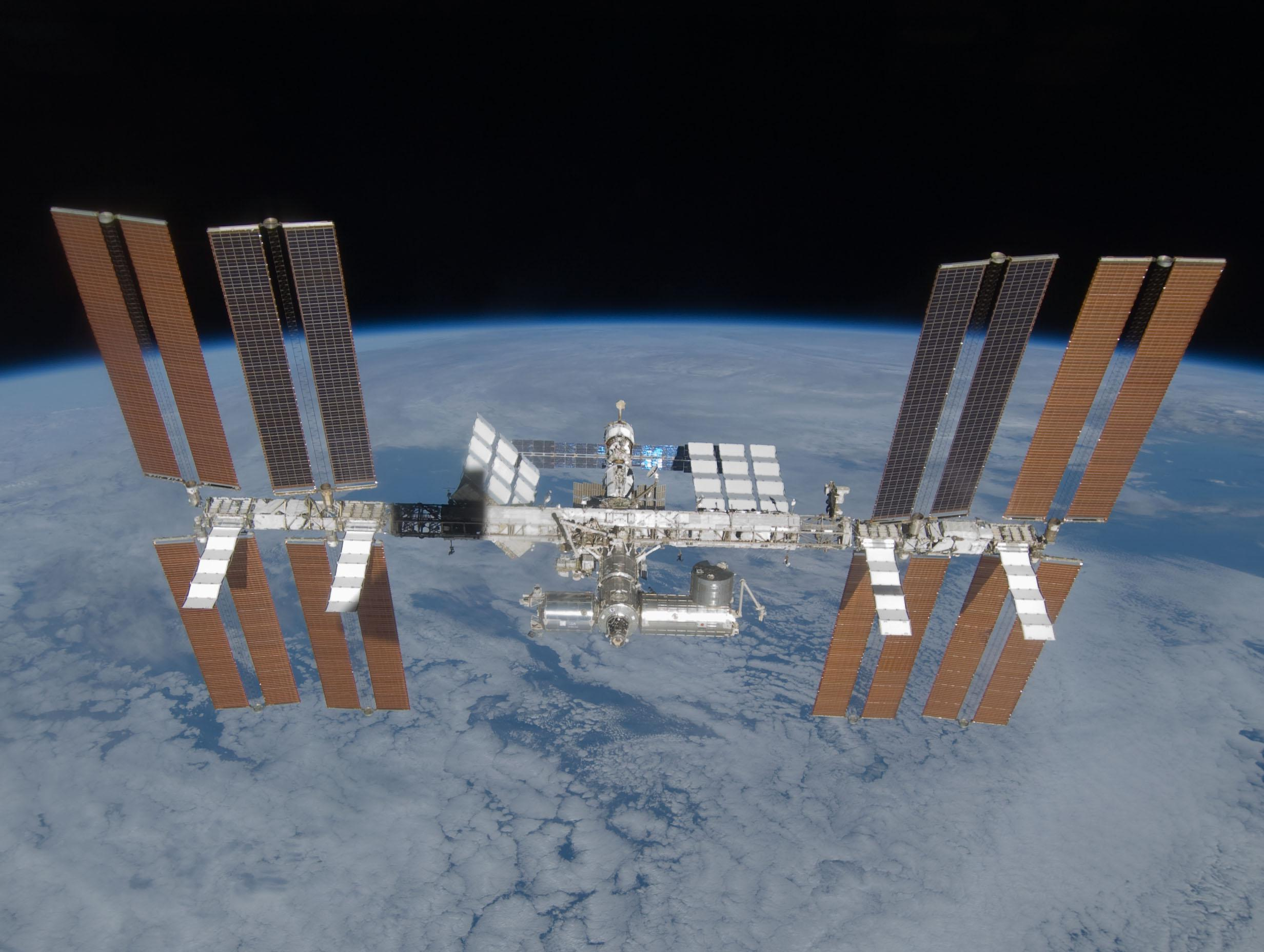
Фото МКС, зроблене з шатла під час обльоту 25.03.2009.

### Дванадцята доба польоту
26.03.2009 10:13 — 27.03.2009 1:13
За допомогою робота-маніпулятора з подовжувачем космонавти обстежували теплозахисне покриття шатла. Обстеження тривало понад п'ять годин, починаючи з 14:15. О 19:30 робот-маніпулятор і подовжувач були складені у вантажному відсіку шатла.

### Тринадцята доба польоту
27.03.2009 9:13 — 28.03.2009 1:13
Космонавти пакували обладнання, перевіряли системи шатла, які мали бути задіяні під час посадки. Приземлення шатла було призначено на суботу (28 березня).
Перша можливість для приземлення в космічному центрі Кеннеді у Флориді — на 201-му оберті навколо Землі, гальмівний імпульс о 16:33:44, приземлення о 17:39:42.
Друга можливість — на 202-му оберті, гальмівний імпульс о 18:08, приземлення о 19:13:59.

### Чотирнадцята доба польоту
28.03.2009 9:13 — 28.03.2009 19:13
Приземлення було заплановано на посадковій смузі № 15 на космодромі на мисі Канаверал о 17:40 на 201-му оберті, або о 19:14 на 202-му оберті.

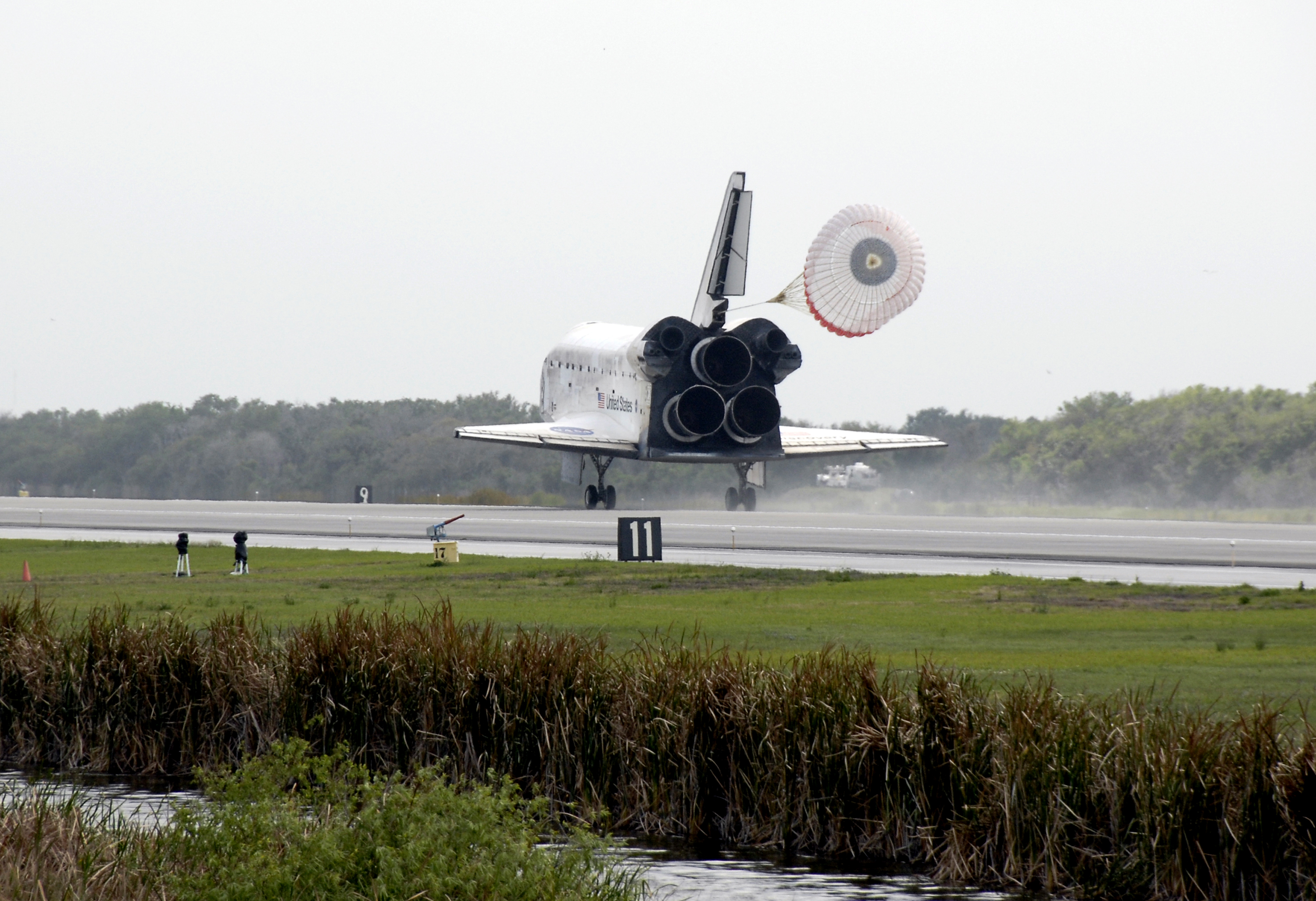
Приземлення 28.03.2009.

Ресурсів шатла було достатньо для продовження польоту до вівторка (31 березня), тому НАСА передбачало в суботу (28 березня) або в неділю (29 березня) посадку шатла в космічному центрі Кеннеді у Флориді, і не планувало посадку шатла на військово-повітряній базі Едвардс у Каліфорнії. Якби через несприятливі погодні умови у Флориді шатл не приземлився до понеділка (30 березня), то посадка шатла була також можлива у Флориді або Каліфорнії, залежно від погодних умов.
Прогноз погоди на суботу у Флориді був на межі допустимої для посадки шатла: нижній край хмар на гранично низькій (близько 1500 метрів, 5000 футів) висоті, допустимій для посадки, вітер 24 км / год (13 вузлів), допустиме значення — до 39 км / год (21 вузол). Прогноз на неділю був більш несприятливий. Однак у понеділок очікувалося поліпшення погоди.

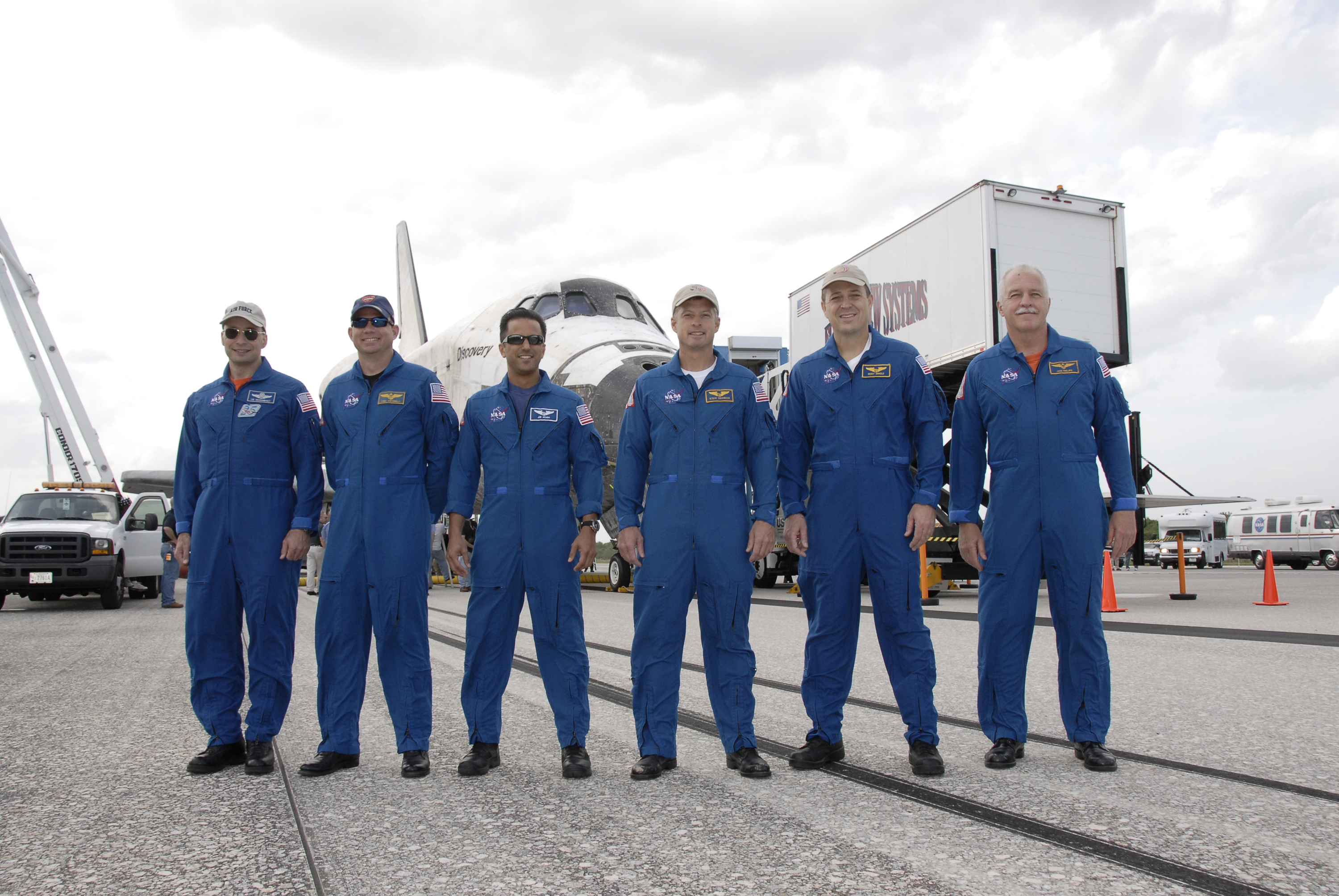
Екіпаж «Діскавері» після приземлення (зліво направо): Аршамбо, Антолнллі, Акаба, Свенсон, Арнольд, Філліпс 28.03.2009.

О 16:12 за низької хмарності і сильного вітру над посадковою смугою на космодромі на мисі Канаверал, перша можливість для приземлення «Діскавері» на 201-му оберті була скасована. За півтори години (один оберт шатла навколо Землі) погода над космодромом покращилася. О 17:56 було вирішено — шатл буде приземляться на 202-му оберті.
О 18:08 двигуни увімкнули на гальмування. Двигуни відпрацювали 2 хвилини 59 секунд, «Діскавері» зійшов з орбіти і почав зниження. О 19 годин 13 хвилин за Гринвічем (15 годин 13 хвилин літнього часу східного узбережжя США) шатл «Діскавері» успішно приземлився, закінчивши місію STS-119. Тривалість польоту становила 12 діб 29 годин 33 хвилини.

#### Експеримент під час приземлення
Під час спуску шатла з орбіти виконали експеримент з вивчення впливу турбулентності на теплозахисне покриття. Для цього змінили форму однієї з плиток теплозахисного покриття. На зазвичай рівній поверхні цієї плитки зробили виступ висотою близько 1,3 см (0,25 дюйма). Передбачалося, що при вході в щільні шари атмосфери навколо виступу виникне турбулентність, яка призведе до підвищення температури на поверхні теплозахисного покриття на 260—315 ° C. Ця експериментальна плитка розташовувалася під лівим крилом шатла, приблизно за три метри від переднього краю крила.
Під час приземлення шатла, коли він на швидкості 8,5 М пролітав над Мексиканською затокою, його днище фотографували, за допомогою інфрачервоної камери з літака, який супроводжував шатл. Після попередньої обробки знімків з'ясувалося, що в результаті турбулентності, що виникла під впливом спеціальної теплозахисної плитки, температура на поверхні піднялася до 1090 °C. Зазвичай температура в цьому районі досягає значень 815—870 °C. Результати експерименту будуть враховуватися при проектуванні теплозахисних покриттів космічних кораблів, зокрема, нового пілотованого космічного корабля «Оріон».

## Підсумки
Це був 36-й політ шатлу «Діскавері». До остаточного припинення польотів шатлів, НАСА планувало мінімум двічі відправляти «Діскавері» в космос. Для «Діскавері» були заплановані місії STS-128 (серпень 2009 року), STS-131 (квітень 2010 року) і, можливо, STS-133 (лютий — березень 2011 року).

## Виходи у відкритий космос
Планувалося чотири виходи у відкритий космос. Через затримки старту «Діскавері» довелося скоротити тривалість польоту шатла і залишити в плані три виходи у відкритий космос.
- Вихід 1 — «Свенсон і Арнольд»
- Мета: Монтаж сегмента S6 фермової конструкції
- Початок: 19 березня 2009 — 17:16 UTC
- Закінчення: 19 березня — 23:24 UTC
- Тривалість: 6 годин 7 хвилин

121-ий вихід у космос пов'язаний з МКС, 3-й вихід у космос Стіва Свенсона, 1-й вихід Річарда Арнольда.
- Вихід 2 — «Свенсон і Акаба»
- Мета:
- Початок: 21 березня 2009 — 15:43 UTC
- Закінчення: 21 березня — 22:13 UTC
- Тривалість: 6 годин 30 хвилин

122-ий вихід у космос пов'язаний з МКС, 4-й вихід у космос Стіва Свенсона, 1-й вихід Джозефа Акаба.
- Вихід 3 — «Акаба і Арнольд»
- Мета:
- Початок: 23 березня 2009 — 15:37 UTC
- Закінчення: 23 березня — 22:04 UTC
- Тривалість: 6 годин 27 хвилин

123-ій вихід у космос пов'язаний з МКС, 2-й вихід у космос Джозефа Акаба, 2-й вихід Річарда Арнольда.